# Szyfr Beale’a

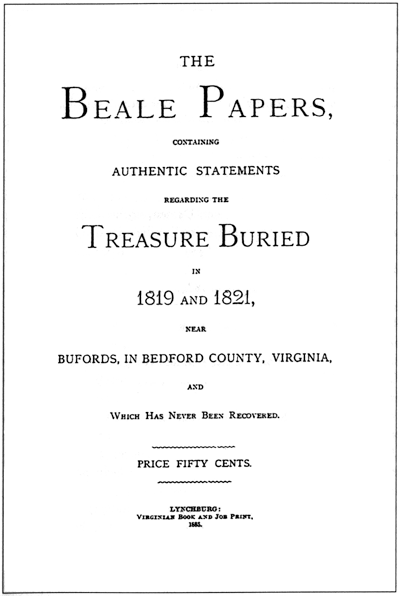
Okładka The Beale Papers

Szyfry Beale'a – zestaw trzech szyfrogramów, z których pierwszy (nierozwiązany) rzekomo opisuje położenie zakopanego skarbu w postaci złota, srebra i klejnotów, których wartość szacuje się na 63 miliony dolarów (stan z września 2011 roku). Drugi (rozwiązany) szyfrogram opisuje zawartość skarbu, a trzeci (nierozwiązany) to lista nazwisk posiadaczy skarbu i ich najbliższych krewnych.
Historia trzech szyfrogramów znana jest z broszury z 1885 roku, która wyszczególnia, że skarb został zakopany przez człowieka imieniem Thomas J. Beale w nieznanym miejscu w hrabstwie Bedford (Wirginia), w latach 20. XIX wieku. Beale powierzył paczkę z szyfrogramami lokalnemu karczmarzowi, Robertowi Morrissowi, a potem zniknął, by nigdy się nie pojawić. Według tej historii, karczmarz otworzył paczkę 23 lata później, a po kilku dekadach, przed śmiercią, przekazał zawartość przyjacielowi. Ten poświęcił 20 lat na próby odszyfrowania wiadomości, ale odczytał tylko jedną (opisującą skarb). Ów anonimowy przyjaciel opublikował wszystkie trzy teksty w broszurze, która trafiła do sprzedaży w latach 80. XIX wieku.
Od czasu jej publikacji podejmowano wiele prób rozszyfrowania pozostałych dwóch szyfrogramów i znalezienia skarbu, ale wszystkie kończyły się porażką.
Istnieje wiele przekonujących argumentów, świadczących o tym, ze cała historia jest mistyfikacją, między innymi artykuł "A Dissenting Opinion", którego autorem jest kryptolog Jim Gillogly, a w 1982 Joe Nickell opublikował naukową analizę tekstów i ich historii, używając danych historycznych, które podają w wątpliwość istnienie Thomasa J. Beale'a. Nickell przedstawia też lingwistyczne dowody, wskazujące, ze dokumenty nie mogły powstać w odpowiednim czasie (słowa takie jak "stampeding" powstały później). Analiza stylistyczna tekstu wskazuje na to, że rzekomym Bealem prawie na pewno był James B. Ward, dzięki któremu broszura została wydana w 1885. Nickell twierdzi, że w związku z tym historia jest fikcyjna, a "tajny skarbiec" jest alegorią wolnomularstwa (Ward był masonem).

## Historia
Trzeba zauważyć, że wszystkie informacje w tej sekcji opierają się na jednym źródle - broszurze z 1885 roku, nazwanej "The Beale Papers."
Amerykanin znany jako Thomas J. Beale miał zdobyć na początku XIX wieku skarb z kopalni na północ od Santa Fe (wówczas była to hiszpańska prowincja, obecnie jest to w Kolorado). Według broszury, Beale został wybrany na przywódcę grupy 30 poszukiwaczy przygód, którzy podczas polowania odkryli kopalnię pełną złota i srebra. Przez 18 miesięcy wydobywali tysiące funtów tych metali, a potem Beale przetransportował skarb do Wirginii, ukrył go w nieznanym miejscu, a potem zaszyfrował trzy wiadomości zawierające położenie skarbu, jego opis i nazwiska właścicieli i ich krewnych.
Beale umieścił szyfrogramy i inne dokumenty w żelaznym kufrze, który przekazał w 1822 zaufanemu karczmarzowi z Lynchburga - Robertowi Morrisowi. Skarb miał być pochowany w okolicy Montvale w Bedford County, Virginia. Beale poprosił Morrissa żeby nie otwierał kufra, chyba że przez najbliższe 10 lat Beale lub jego ludzie nie wrócą.  Kilka miesięcy później, Beale obiecał Morrisowi w liście z St. Louis że przyjaciel z St. Louis przyśle klucz do szyfrogramów, ale nigdy on nie dotarł. 23 lata później, w 1845, Morriss otwarł kufer, i znalazł dwa listy tekstem jawnym od Beale'a i kilka stron szyfrogramu podzielonych na dokumenty "1", "2" i "3" Morriss nie miał szczęścia w łamaniu szyfru, a po kilku dekadach zostawił kufer i zawartość anonimowemu przyjacielowi.
Historia opowiada, jak, korzystając z Deklaracji Niepodległości Stanów Zjednoczonych jako klucza szyfru książkowego, przyjaciel rozszyfrował drugi szyfrogram, opisujący zakopany skarb. Nie mogąc rozwiązać pozostałych szyfrogramów, przyjaciel opublikował zawartość kufra w broszurze  The Beale Papers, wydanej przez jego przyjaciela, Jamesa B. Warda, w 1885.
Ward nie jest więc "przyjacielem". Ward jest nie do odnalezienia w lokalnych zapisach, oprócz tego, że człowiek o tym nazwisku posiadał dom, w którym Sarah Morriss, zidentyfikowana jako małżonka Roberta Morrissa, umarła w wieku 77 lat (Lynchburg Virginian newspaper, May 21, 1865). Istnieją również zapisy, że w 1863 został on mistrzem masońskim.

Pierwszy szyfrogram
Drugi, odszyfrowany szyfrogram
Trzeci szyfrogram

## Odszyfrowana wiadomość
Tekst jawny drugiej wiadomości:
I have deposited in the county of Bedford, about four miles from Buford's, in an excavation or vault, six feet below the surface of the ground, the following articles, belonging jointly to the parties whose names are given in number three, herewith:
The first deposit consisted of ten hundred and fourteen pounds of gold, and thirty-eight hundred and twelve pounds of silver, deposited Nov. eighteen nineteen. The second was made Dec. eighteen twenty-one, and consisted of nineteen hundred and seven pounds of gold, and twelve hundred and eighty-eight of silver; also jewels, obtained in St. Louis in exchange for silver to save transportation, and valued at thirteen thousand dollars.

The above is securely packed in iron pots, with iron covers. The vault is roughly lined with stone, and the vessels rest on solid stone, and are covered with others. Paper number one describes the exact locality of the vault, so that no difficulty will be had in finding it.
Może on być łatwo odszyfrowany za pomocą Deklaracji niepodległości Stanów Zjednoczonych, ale potrzeba kilku korekt w tekście. Odszyfrowywanie polega na znalezieniu słowa o numerze danej liczby (pierwszą liczbą jest 115, a sto piętnastym słowem Deklaracji jest "instituted"), i zastąpieniu liczby pierwszą literą słowa (w tym przypadku jest to i).
Beale użył innej wersji Deklaracji niż oryginał. By dokonać dekryptażu, trzeba zmodyfikować deklarację w pięciu miejscach:
- między 154 ("institute") a 157 słowem ("laying") trzeba dodać jedno słowo (probably "a")
- między 240 ("invariably") a 246 słowem ("design") trzeba usunąć jedno słowo
- między 467 ("houses") a 495 słowem ("be") trzeba usunąć dziesięć słów
- między 630 ("eat") a 654 słowem ("to") trzeba usunąć jedno słowo
- między 677 ("foreign") a 819 słowem ("valuable") trzeba usunąć jedno słowo

Dodatkowo:
- Pierwsza litera 811 słowa modyfikowanego tekstu ("fundamentally") jest zawsze używana jako "y"
- Pierwsza litera 1050 słowa modyfikowanego tekstu ("have") jest zawsze używana jako "x"

Dodatkowo, w tekście jawnym są cztery błędy:
- 84 (powinno być 85) 63 43 131 29 ... consistcd ("consisted" - składało się z)
- 53 (powinno być 54) 20 125 371 38 ... rhousand ("thousand" - tysiąc)
- ... 84 (powinno być 85) 575 1005 150 200 ... thc ("the" - przedimek określony)
- ... 96 (powinno być 95) 405 41 600 136 ... varlt ("vault" - schowek, skarbiec)

### Rozmiar skarbu
Skarb opisany w drugim szyfrogramie przelicza się do około 35 052 uncji trojańskich złota (63 miliony USD we wrześniu 2011), 61 200 uncji trojańskich srebra (około 1 milion USD w 2010) i klejnoty warte USD 13 000 w 1818 (około 180,000 USD w 2010). Skarb miał ważyć trzy tony.

## Prawda czy fałsz?
Istnieje znaczna debata, czy pozostałe dwa szyfrogramy to prawda czy mistyfikacja. Wczesny badacz, Carl Hammer ze Sperry UNIVAC, wykorzystał dostępne wówczas superkomputery w latach 1960., żeby zanalizować szyfrogramy i odkrył, że chociaż szyfry były słabe, to dwa nieodszyfrowane teksty nie miały rozkładu przypominającego rozkład losowy liter i cyfr i prawdopodobnie szyfrowały czytelny tekst. Innym pytaniem jest  autentyczność zeznań broszury. W 1934, Dr. Clarence Williams, badacz z Biblioteki Kongresu powiedział, "Dla mnie, historia z broszury ma wszelkie znamiona fałszywki...[Nie ma] żadnych dowodów, poza słowem anonimowego autora, że on kiedykolwiek miał te papiery".
Historia broszury zawiera również kilka nieprawdopodobieństw oraz nieudowodnionych stwierdzeń, które trudno zweryfikować:
- Późniejsi kryptografowie twierdzili, że pozostałe szyfrogramy mają statystyczne cechy, wskazujące na to, że nie są zaszyfrowanym angielskim tekstem jawnym[7][8].  Sekwencje alfabetyczne, takie jak abfdefghiijklmmnohpp są zarówno nielosowe, jak wskazuje Carl Hammer[6], jak i nie są angielskimi słowami.
- Inni pytali również dlaczego Beale miałby napisać trzy różne szyfrogramy z co najmniej dwoma kluczami, jeśli nie szyframi, żeby zaszyfrować jedną wiadomość[9], zwłaszcza jeśli chciałby się upewnić, że krewni uzyskają swoją część (z opisanym skarbem nie ma żadnego argumentu zachęcającego do złamania trzeciego szyfru)[6].
- Analiza języka użytego przez autora broszury (zastosowania interpunkcji, zdań względnych, bezokoliczników, spójników itp)  odkryła korelację między broszurą a listami Beale'a, sugerując, że autorem obu tekstów jest jedna osoba[1].
- Listy zawierają kilka angielskich słów, takich jak "stampede" czy "improvise", nie zapisanych gdziekolwiek indziej przed latami 40. XIX wieku, implikując że powstały nie wcześniej niż 20 lat po przypisywanej dacie powstania. "Stampeding" pojawia się w druku dopiero w 1883.[1]
- Druga wiadomość, opisująca skarb, została odszyfrowana, ale pozostałe nie, wskazując świadome oszustwo, mające wzbudzić zainteresowanie pozostałymi szyframi, żeby odkryć, że to mistyfikacja. W dodatku oryginalna cena broszury, 50 centów, była wysoka jak na tamte czasy, a autor twierdził, że oczekuje "wysokich nakładów".
- Trzeci dokument wydaje się zbyt krótki, żeby pomieścić nazwiska 30 krewnych[6].
- Jeżeli Deklaracja Niepodległości jest przyłożona jako klucz pierwszego szyfru, daje ciągi alfabetyczne takie jak na przykład abfdefghiijklmmnohpp[10]. Według American Cryptogram Association, szanse na taką właściwość pojawiającą się przypadkowo w szyfrogramie są mniejsze niż jeden do stu bilionów (stu milionów milionów)[10].
- Według broszury Robert Morriss prowadził Washington Hotel w 1820. Jednak zapisy wskazują, że nie zaczął tej pracy przed co najmniej 1823[11].

Było wiele prób złamania pozostałych szyfrów. Większość z nich używała innych historycznych tekstów jako kluczy (np. Magna Carta, księgi Biblii, konstytucja USA, Virginia Royal Charter), zakładając że szyfrogramy wyprodukowano jakimś szyfrem książkowym, ale żadna próba dotychczas nie zakończyła się sukcesem. Łamanie szyfrów może zależeć od szczęścia (np przypadkowego znalezienia klucza książkowego, jeśli dwa pozostałe szyfry to szyfry książkowe); dotychczas nawet najbardziej uzdolnieni kryptoanalitycy zostali pokonani. Oczywiście Beale mógł użyć dokumentów napisanych przez siebie jako kluczy, sprawiając, że jakiekolwiek próby złamania szyfru będą skazane na porażkę.

### Czy Thomas J. Beale istniał?
Spis ludności Stanów Zjednoczonych z 1810 wskazuje na dwie osoby o imieniu Thomas Beale, w Connecticut i New Hampshire. Jednakże, spis ten nie uwzględnia siedmiu stanów, jednego terytorium, Dystryktu Kolumbii i 18 hrabstw w Wirginii. Spis z 1820  wymienia dwóch Thomasów Beale'ów, w stanach Louisiana i Tennessee, i Thomasa K. Beale w Wirginii, ale brakuje w nim trzech stanów i jednego terytorium
Przed 1850 spis ludności zapisywał tylko imiona i nazwiska gospodarzy; resztę mieszkańców tylko liczono. Beale, jesli istniał, mógł żyć w domu kogoś innego.
W dodatku, człowiek imieniem "Thomas Beall" figuruje w liście klientów poczty St. Louis z 1820. Według broszury Beale wysłał list z St. Louis w 1822.
W dodatku istnieje też szejeńska legenda o złocie i srebrze zabranym z Zachodu zakopanym w górach Wschodu i jest ona datowana na okolice 1820 roku.

### Rzekome autorstwo Edgara Allana Poe
Edgar Allan Poe był podejrzewany o autorstwo broszury. Interesował się kryptografią i używał jej jako elementu fabuły w kilku pracach, między innymi w noweli "Złoty Żuk". Żył on w okolicy, kiedy Beale miał spotkać Morrissa; w latach 20. XIX wieku studiował na University of Virginia w Charlottesville.
Jednakowoż, Poe zmarł w 1849, na długo przed publikacją broszury. Odniesienia historii z broszury do wojny secesyjnej w latach 60.,również podważają twierdzenie. Przeprowadzona przez Williama Poundstone'a analiza stylometryczna w książce Biggest Secrets wskazała na różnice pióra Poe i autora broszury.

## Poszukiwania skarbów w Bedford County
Wątpliwości nie zniechęciły wielu poszukiwaczy skarbu. Informacje z broszury stały się pretekstem dla wielu ekspedycji. Przez ponad 100 lat aresztowano ludzi za wkraczanie na tereny prywatne i nieuprawnione kopanie. Niektórzy byli w grupach, tak jak ludzie z Pensylwanii w latach 90. XX wieku.
Ukończono kilka wykopków na szczycie Porter's Mountain, jedne w późnych latach 1980. z pozwoleniem właściciela gruntu pod warunkiem, że dostanie połowę wszystkich znalezionych skarbów. Jednak poszukiwacze znaleźli tylko artefakty z czasów wojny secesyjnej, których wartość pozwoliła zwrócić koszty czasu i ekwipunku.

## Szyfr w mediach
Historia ta stała się tematem wielu programów dokumentalnych, takich jak brytyjski serial Mysteries, lub odcinek z 2011 roku Declaration of Independence z serialu Brad Meltzer's Decoded. Istnieje również kilka książek i poświęcone szyfrowi strony w internecie
W 2014 serial National Geographic "The Numbers Game" opisał szyfr Beale'a jako jedno z najsilniejszych haseł, jakie powstały.
W 2010 powstała poświęcona im nagradzana krótkometrażowa animacja o nazwie "The Thomas Beale Cipher".